# ألعاب القوى في الألعاب الأولمبية الصيفية 2020 – سباق 400 متر للسيدات

أبرز اللقطات الرسمية بالفيديو

حدث سباق 400 متر للسيدات في الألعاب الأولمبية الصيفية 2020 من 3 إلى 6 أغسطس 2021 في ملعب اليابان الوطني. تنافست 45 رياضية من 34 دولة. فازت شوني ميلر-ويبو بالميدالية الذهبية بفارق 0.84 ثانية في أفضل أداء شخصي لها بزمن قدره 48.36 ثانية، وهو زمن يصنفها سادسة على قائمة العالم على الإطلاق. بانتصارها في الدفاع عن لقبها، انضمت ميلر-ويبو إلى ماري-جوزيه بيرك كالسيدات الوحيدات اللواتي فزن بلقبي 400 متر أولمبيين. 

## ملخص
عادت من ريو دي جانيرو الحائزة على الميدالية الذهبية شوني ميلر، لتتفوق على أليسون فيليكس. عادت فيليكس كذلك، وهي الآن في الخامسة والثلاثين من عمرها وأم، تشارك في أولمبيادها الخامس. في كل مرة تحقق أفضل أداء موسمي، تسجل رقماً قياسياً عالمياً للماسترز. لكن قائمة الغائبين ملحوظة؛ بطلة العالم سلوى عيد ناصر أوقفت قبل الأولمبياد بقليل أكثر من شهر بسبب ثلاث إخفاقات؛ الحائزة على الميدالية البرونزية في الأولمبياد وبطولة العالم شيريكا جاكسون، التي ركزت موسمها على سباقات السرعة الأقصر، ما حقق لها الميدالية البرونزية في 100 متر؛ الموهوبتان الناميبية في سن المراهقة بياتريس ماسيلينجي، المصنفة الأولى في 2020 و كريستين مبوما التي سجلت الزمن رقم 7 في التاريخ في نفس اليوم الذي أوقفت فيه عيد ناصر، كلاهما منع من المشاركة في سباقات 400 أو 800 بفضل اللوائح الجديدة للتستوستيرون. كلاهما شارك في سباق 200 متر، حيث حققت مبوما الميدالية الفضية. شابة أخرى، بطلة الرابطة القومية لرياضة الجامعات أثينغ مو، اختارت التركيز على جهودها في سباق 800 متر، محققة الميدالية الذهبية.
لقد تطلب الوصول إلى النهائي في نصف النهائي ركض أقل من 50 ثانية. كانت ماريليدي باولينو الأسرع في التأهل بتوقيت 49.34، وهو الرقم القياسي الوطني الدومينيكاني، مما وضعها في وسط المضمار، الممر 5 للنهائي. كانت الجامايكيتان ستيفني آن ماكفيرسون وكانديس ماكليود في الممرين 6 و 4 على التوالي الأسرع في الالتفاف الأول، مع فيليكس التي كانت في الممر 9 دون رؤية منافساتها، وكانت تنطلق بشكل جيد أيضًا. انسحبت روكسانا غوميز بعد 100 متر. بعد أدائها السيء في نهائي 200 متر، ركضت ميلر-أويبو بحذر في أول 200 متر، لكنها كانت لا تزال على اتصال وثيق مع فيليكس ضمن رؤيتها من الممر 7. نحو نهاية الخط المستقيم الأول، تقدمت جودي وليامز للانضمام إلى وتيرة ماكفيرسون المبكرة في الممر 8. من خلال المنعطف النهائي، بدأت ميلر-أويبو وباولينو في تأكيد نفسيهما، حيث تقدمت ميلر-أويبو بفارق 2 متر بعد الخروج من المنعطف. خلفها، كانت فيليكس وويليامز وماكفيرسون وباولينو جميعهن في صف واحد للمنافسة على الميداليات. على الخط المستقيم النهائي، انسحبت باولينو بوضوح، لكنها كانت بعيدة جدًا للحاق بميلر-أويبو التي استمرت في زيادة تقدمها. تراجعت ويليامز لكن ماكفيرسون وفيليكس تنافستا حتى سبقت فيليكس في منتصف الطريق نحو خط النهاية.
ميلر-أويبو انضمت إلى ماري جوزيه بيريس كأول امرأتين تدافعان بنجاح عن لقب أولمبياد 400 متر. حسّنت أفضل زمن شخصي لها، والذي كان الزمن رقم 6 في التاريخ والرقم القياسي للقارة الأمريكية الشمالية. بولينو حققت الرقم الوطني الثاني لها في المنافسة، مما أوصلها إلى المرتبة 20 عبر التاريخ. هذا الموسم حسنت أفضل زمن شخصي لها بفارق 2.68 ثانية. فيليكس حصلت على ميداليتها الأولمبية العاشرة، وكسرّت التعادل مع ميرلين أوتي لتحقق أكبر عدد من الميداليات لأي امرأة في ألعاب القوى وحققت الرقم القياسي العالمي الثالث للماسترز هذا الموسم.

## الخلفية
كانت هذه هي المرة ال15 التي يقام فيها الحدث، حيث تم تنظيمه في كل الألعاب الأولمبية منذ 1964.

## التأهيل
A لجنة أولمبية وطنية (NOC) يمكنها إدخال ما يصل إلى 3 رياضيين مؤهلين في سباق 400 متر للسيدات إذا استوفى جميع الرياضيين المعايير القياسية أو تأهلوا عن طريق التصنيف خلال فترة التأهيل. (الحد المسموح به هو 3 منذ المؤتمر الأولمبي لعام 1930.) المعيار التأهيلي هو 51.35 ثانية. تم تحديد هذا المعيار "لغرض وحيد وهو تأهيل الرياضيين الذين يتمتعون بأداء استثنائي غير قادرين على التأهل عبر مسار تصنيفات الاتحاد الدولي لألعاب القوى." سيتم استخدام التصنيفات العالمية، بناءً على متوسط أفضل خمس نتائج للرياضي خلال فترة التأهيل وموزونة بأهمية اللقاء، لتأهيل الرياضيين حتى يتم الوصول إلى الحد الأقصى البالغ 48.
المؤهلات كانت في الأصل من 1 مايو 2019 إلى 29 يونيو 2020. بسبب جائحة فيروس كورونا، الفترة تم تعليقها من 6 أبريل 2020 إلى 30 نوفمبر 2020، مع تمديد تاريخ الانتهاء إلى 29 يونيو 2021. تاريخ بدء فترة تصنيفات العالم تم تغييره أيضًا من 1 مايو 2019 إلى 30 يونيو 2020; اللاعبين الذين قد حققوا معايير التأهل خلال هذا الوقت كانوا لا يزالون مؤهلين، ولكن أولئك الذين يستخدمون تصنيفات العالم لن يتمكنوا من احتساب الأداءات خلال تلك الفترة. يمكن تحقيق معايير الأوقات المؤهلة في لقاءات مختلفة خلال الفترة المحددة التي حصلت على موافقة IAAF. كانت اللقاءات الداخلية والخارجية مؤهلة للتأهل. يمكن احتساب أحدث بطولات المناطق في التصنيف، حتى لو لم تكن خلال فترة التأهل.
يمكن للجان الأولمبية الوطنية أيضًا استخدام مكانها العالمي — حيث يمكن لكل لجنة أولمبية وطنية إدخال رياضية واحدة بغض النظر عن الزمن إذا لم يكن لديهم أي رياضيات يلبين معيار الدخول لفعالية ألعاب القوى — في سباق 400 متر.

## صيغة المنافسة
واصل الحدث استخدام صيغة الجولات الثلاث التي تم تقديمها في 2012.

## الأرقام القياسية
قبل هذه المسابقة، كانت الأرقام القياسية العالمية والإقليمية القائمة كما يلي.
| الرقم القياسي العالمي  | ماريتا كوخ (GDR)         | 47.60 s | كانبرا، أستراليا                  | 6 أكتوبر 1985 |
| الرقم القياسي الأولمبي | ماري جوزيه بيريس (فرنسا) | 48.25 s | أتلانتا، جورجيا، الولايات المتحدة | 29 يوليو 1996 |
| أفضل رقم في الموسم     | شوني ميلر (BAH)          | 49.08 s | يوجين (أوريغون)، الولايات المتحدة | 24 أبريل 2021 |

| المنطقة                                                     | الزمن (ث) | الرياضي          | الدولة          |
| ----------------------------------------------------------- | --------- | ---------------- | --------------- |
| أفريقيا (الأرقام القياسية)                                  | 48.54     | كريستين مبوما    | ناميبيا         |
| آسيا (الأرقام القياسية)                                     | 48.14     | سلوى عيد ناصر    | البحرين         |
| أوروبا (الأرقام القياسية)                                   | 47.60 WR  | ماريتا كوخ       | ألمانيا الشرقية |
| أمريكا الشمالية، أمريكا الوسطى والكاريبي (الأرقام القياسية) | 48.37     | شوني ميلر        | جزر البهاما     |
| أوقيانوسيا (الأرقام القياسية)                               | 48.63     | كاثي فريمان      | أستراليا        |
| أمريكا الجنوبية (الأرقام القياسية)                          | 49.64     | كيسمينا ريستريبو | كولومبيا        |

## الجدول الزمني
كل الأوقات حسب توقيت اليابان (UTC+9)
الجري لمسافة 400 متر للسيدات تم على مدار ثلاثة أيام منفصلة.
| التاريخ                | الوقت | الجولة      |
| ---------------------- | ----- | ----------- |
| الثلاثاء، 3 أغسطس 2021 | 9:00  | الجولة 1    |
| الأربعاء، 4 أغسطس 2021 | 18:30 | نصف النهائي |
| الجمعة، 6 أغسطس 2021   | 19:50 | النهائي     |

## النتائج

### الجولة 1
قاعدة التأهل: أول ثلاثة متسابقين من كل مجموعة (Q) بالإضافة إلى أسرع ستة توقيتات تالية (q) يتأهلون إلى نصف النهائي.

#### السباق 1
| المركز | الحارة | العداءة           | البلد       | رد الفعل | الزمن | ملاحظات |
| ------ | ------ | ----------------- | ----------- | -------- | ----- | ------- |
| 1      | 2      | شوني ميلر         | جزر البهاما | 0.132    | 50.50 | Q       |
| 2      | 6      | روكسانا غوميز     | كوبا        | 0.182    | 50.76 | Q، =PB  |
| 3      | 7      | سادا وليامز       | باربادوس    | 0.154    | 51.36 | Q، SB   |
| 4      | 8      | آليا أبرامز       | غيانا       | 0.160    | 51.44 | q، SB   |
| 5      | 5      | كيرا كونستانتين   | كندا        | 0.167    | 51.69 | q       |
| 6      | 3      | أنيتا هورفات      | سلوفينيا    | 0.185    | 52.34 |         |
| 7      | 4      | باتينس أوكون جورج | نيجيريا     | 0.187    | 52.41 |         |

#### السباق 2
| المركز | الحارة | العداءة       | البلد            | رد الفعل | الزمن | ملاحظات   |
| ------ | ------ | ------------- | ---------------- | -------- | ----- | --------- |
| 1      | 3      | جودي وليامز   | بريطانيا العظمى  | 0.170    | 50.99 | Q         |
| 2      | 4      | كوانيرا هايز  | الولايات المتحدة | 0.175    | 51.07 | Q         |
| 3      | 7      | كاتيا أزيفيدو | البرتغال         | 0.155    | 51.26 | Q         |
| 4      | 5      | ليزان دي ويت  | هولندا           | 0.172    | 51.68 | q، SB     |
| 5      | 6      | بنديري أوبويا | أستراليا         | 0.172    | 52.37 |           |
| —      | 2      | أمانتل مونتشو | بوتسوانا         | 0.125    | DNF   |           |
| —      | 8      | ميليني رودني  | غرينادا          | 0.196    | DNF   |           |
| —      | 9      | علياء بشناق   | الأردن           | 0.238    | DQ    | TR 17.3.1 |

#### السباق 3
| المركز | الحارة | العداءة         | البلد            | رد الفعل | الزمن          | ملاحظات |
| ------ | ------ | --------------- | ---------------- | -------- | -------------- | ------- |
| 1      | 4      | أليسون فيليكس   | الولايات المتحدة | 0.168    | 50.84          | Q       |
| 2      | 2      | رونيشا مكجريجور | جامايكا          | 0.180    | 51.14 (51.138) | Q       |
| 3      | 6      | لادا فوندروفا   | جمهورية التشيك   | 0.182    | 51.14 (51.139) | Q، PB   |
| 4      | 3      | أما بيبي        | بريطانيا العظمى  | 0.126    | 51.17          | q       |
| 5      | 7      | تيفاني مارينهو  | البرازيل         | 0.210    | 52.11          |         |
| 6      | 8      | ليني شيدا       | أوغندا           | 0.201    | 52.48          |         |
| 7      | 5      | سامانثا ديركس   | بليز             | 0.177    | 54.16          | SB      |
| 8      | 9      | تاتيانا ميلنيك  | أوكرانيا         | 0.179    | 54.99          |         |

#### السباق 4
| المركز | الحارة | العداءة         | البلد           | رد الفعل | الزمن | ملاحظات   |
| ------ | ------ | --------------- | --------------- | -------- | ----- | --------- |
| 1      | 5      | كانديس ماكليود  | جامايكا         | 0.202    | 51.09 | Q         |
| 2      | 6      | أماندين بروسييه | فرنسا           | 0.171    | 51.65 | Q         |
| 3      | 7      | سوزان والي      | النمسا          | 0.209    | 52.19 | Q         |
| 4      | 3      | كورينا شواب     | ألمانيا         | 0.155    | 52.29 |           |
| 5      | 9      | إيريني فاسيليو  | اليونان         | 0.164    | 53.16 |           |
| 6      | 4      | غاليفيلي موروكو | بوتسوانا        | 0.202    | 55.89 | SB        |
| —      | 8      | نيكول يرجين     | بريطانيا العظمى | 0.182    | DQ    | TR 17.3.1 |
| —      | 2      | سينثيا بولينغو  | بلجيكا          | —        | DNS   |           |

#### السباق 5
| المركز | الحارة | العداءة            | البلد         | رد الفعل | الزمن | ملاحظات |
| ------ | ------ | ------------------ | ------------- | -------- | ----- | ------- |
| 1      | 3      | ستيفني آن مكفيرسون | جامايكا       | 0.138    | 50.89 | Q       |
| 2      | 4      | ناتاليا كاجمارك    | بولندا        | 0.150    | 51.06 | Q       |
| 3      | 5      | باولا موران        | المكسيك       | 0.162    | 51.18 | Q، SB   |
| 4      | 6      | فيل هيلي           | جزيرة أيرلندا | 0.158    | 51.98 |         |
| 5      | 8      | هيلين سيومبوا كالي | كينيا         | 0.221    | 52.70 |         |
| 6      | 2      | أجنيا شيركشنيه     | ليتوانيا      | 0.172    | 52.78 |         |
| 7      | 7      | ناتاشا مكودونالد   | كندا          | 0.161    | 53.54 |         |

#### السباق 6
| المركز | الحارة | العداءة             | البلد               | رد الفعل | الزمن | ملاحظات |
| ------ | ------ | ------------------- | ------------------- | -------- | ----- | ------- |
| 1      | 2      | ماريليدي باولينو    | جمهورية الدومينيكان | 0.184    | 50.06 | Q       |
| 2      | 6      | وادلين جوناثاس      | الولايات المتحدة    | 0.209    | 50.93 | Q       |
| 3      | 4      | ليكا كلافر          | هولندا              | 0.200    | 51.37 | Q       |
| 4      | 7      | آاوري بوكسا         | إسبانيا             | 0.235    | 51.89 | q، SB   |
| 5      | 9      | إيليني أرتيماتا     | قبرص                | 0.224    | 51.91 | q       |
| 6      | 8      | باربورا ماليكوفا    | جمهورية التشيك      | 0.195    | 52.83 |         |
| 7      | 3      | شاليزا راي          | جزر كايمان          | 0.216    | 53.61 |         |
| 8      | 5      | كريستين بوتلوجيتسوي | بوتسوانا            | 0.214    | 53.99 | SB      |

### نصف النهائي
قاعدة التأهل: أول اثنين ينهيان كل سباق (Q) بالإضافة إلى أسرع زمنين التاليين (q) يتأهلان إلى النهائي.

#### نصف النهائي 1
| المركز | الحارة | العداءة          | البلد               | رد الفعل | الزمن | ملاحظات |
| ------ | ------ | ---------------- | ------------------- | -------- | ----- | ------- |
| 1      | 5      | ماريليدي باولينو | جمهورية الدومينيكان | 0.172    | 49.38 | Q، NR   |
| 2      | 7      | كانديس مكلويد    | جامايكا             | 0.162    | 49.51 | Q، PB   |
| 3      | 4      | روكسانا غوميز    | كوبا                | 0.168    | 49.71 | q، PB   |
| 4      | 6      | كوانيرا هايز     | الولايات المتحدة    | 0.153    | 49.81 | q       |
| 5      | 3      | إليني أرتيماتا   | قبرص                | 0.191    | 50.80 | NR      |
| 6      | 9      | سوزان واللي      | النمسا              | 0.224    | 51.52 | PB      |
| 7      | 2      | أما بيبي         | بريطانيا العظمى     | 0.140    | 51.59 |         |
| 8      | 8      | لادا فوندروفا    | جمهورية التشيك      | 0.183    | 51.62 |         |

#### نصف النهائي 2
| المركز | الحارة | العداءة         | البلد            | رد الفعل | الزمن | ملاحظات |
| ------ | ------ | --------------- | ---------------- | -------- | ----- | ------- |
| 1      | 6      | شوني ميلر       | جزر البهاما      | 0.155    | 49.60 | Q       |
| 2      | 5      | جودي وليامز     | بريطانيا العظمى  | 0.136    | 49.97 | Q، PB   |
| 3      | 4      | رونيشا مكجريجور | جامايكا          | 0.181    | 50.34 |         |
| 4      | 7      | واديلين جوناثاس | الولايات المتحدة | 0.189    | 50.51 |         |
| 5      | 9      | باولا موران     | المكسيك          | 0.168    | 51.06 | SB      |
| 6      | 8      | ليكا كلافر      | هولندا           | 0.208    | 51.37 |         |
| 7      | 2      | آليا أبرامز     | غيانا            | 0.137    | 51.46 |         |
| 8      | 3      | أوري بوكيسا     | إسبانيا          | 0.194    | 51.57 | PB      |

#### نصف النهائي 3
| المركز | الحارة | العداءة           | البلد            | رد الفعل | الزمن | ملاحظات   |
| ------ | ------ | ----------------- | ---------------- | -------- | ----- | --------- |
| 1      | 5      | ستيفني آن مكفرسون | جامايكا          | 0.134    | 49.34 | Q، PB     |
| 2      | 6      | أليسون فيليكس     | الولايات المتحدة | 0.179    | 49.89 | Q، SB MWR |
| 3      | 8      | سادا وليامز       | باربادوس         | 0.167    | 50.11 | NR        |
| 4      | 4      | ناتاليا كاتشمارك  | بولندا           | 0.165    | 50.79 |           |
| 5      | 3      | كيرا كونستانتين   | كندا             | 0.177    | 51.22 |           |
| 6      | 7      | أماندين بروسييه   | فرنسا            | 0.170    | 51.30 |           |
| 7      | 9      | كاتيا أزيفيدو     | البرتغال         | 0.146    | 51.32 |           |
| 8      | 2      | ليزان دي ويت      | هولندا           | 0.178    | 52.09 |           |

### النهائي
| المركز | الحارة | العداءة             | البلد               | رد الفعل | الزمن | ملاحظات |
| ------ | ------ | ------------------- | ------------------- | -------- | ----- | ------- |
| الأول  | 7      | شوني ميلر           | جزر البهاما         | 0.162    | 48.36 | AR      |
| الثاني | 5      | ماريليدي باولينو    | جمهورية الدومينيكان | 0.176    | 49.20 | NR      |
| الثالث | 9      | أليسون فيليكس       | الولايات المتحدة    | 0.158    | 49.46 | SB MWR  |
| 4      | 6      | ستيفاني آن ماكفيرسن | جامايكا             | 0.131    | 49.61 |         |
| 5      | 4      | كانديس مكليود       | جامايكا             | 0.152    | 49.87 |         |
| 6      | 8      | جودي وليامز         | بريطانيا العظمى     | 0.127    | 49.97 | =PB     |
| 7      | 2      | كوانيرا هايز        | الولايات المتحدة    | 0.176    | 50.88 |         |
|        | 3      | روكسانا غوميز       | كوبا                | 0.191    |       | DNF     |